# Такер, Генри
Сэр Генри Джеймс «Джек» Такер (англ. Henry James "Jack" Tucker; 14 марта 1903 — 9 января 1986, Гамильтон, Бермудские острова) — бермудский государственный деятель, глава правительства Бермудских островов (1968—1971).

## Биография
Являлся прямым потомком первых британских поселенцев в Бермудах. Получил среднее образование на Бермудах и в Англии. Не имея средств, чтобы получить высшее образование, в 1922 г. вернулся на Бермуды в поисках работы.
- 1924—1934 гг. — работал в нескольких банках и брокерских конторах Нью-Йорка,
- 1934—1938 гг. — сотрудник,
- 1938 г. — становится генеральным менеджером Банка Бермуд,
- 1969—1985 гг. — заместитель председателя Совета директоров Банка Бермуд.

В 1938 г. впервые избран в колониальный парламент, в 1950 г. — в Палату собрания парламента Бермудских островов, оставаясь депутатом почти двадцать лет. В 1964 г. стал одним из основателей Объединенной бермудской партии.
В 1968—1971 гг. был первым главой правительства Бермудских островов, после введения в стране всеобщего избирательного права. В 1971 г. подал в отставку, ссылаясь на свой преклонный возраст.
В 1972 г. королевой Елизаветой II был возведен в рыцарское достоинство.